# Xã Mississippi, Quận Sebastian, Arkansas
Xã Mississippi (tiếng Anh: Mississippi Township) là một xã thuộc quận Sebastian, tiểu bang Arkansas, Hoa Kỳ. Năm 2010, dân số của xã này là 1.160 người.